# Бабенко, Александр Викторович
Алекса́ндр Ви́кторович Бабе́нко (род. 26 декабря 1975, Одесса) — танцор, вокалист, актёр, режиссёр.

## Биография
Родился в Одессе. Окончил Одесскую хореографическую школу, Кишинёвское музыкально-хореографическое училище, Екатеринбургский государственный театральный институт по специальности «актёр драматического театра и кино» (курс В. Двормана) и по специальности «режиссура драмы» (курс В. Анисимова).
Работал в Одесском ансамбле народного танца «Чёрное море», Ансамбле песни и пляски Одесского военного округа, Одесском театре музыкальной комедии им. Водяного, Одесском театре оперы и балета, Театре оперетты Урала в Новоуральске, играл в мюзиклах «Метро» Я. Стоклосы, «Нотр-Дам де Пари» Р. Коччанте, «Ромео и Джульетта» Ж. Пресгурвика, «Кошки» Э. Ллойда Уэббера. Солист балета театра «Московская оперетта».
Исполнитель роли Маугли в одноимённом мюзикле театра Оперетты, лауреат театральной премии «Золотая Маска».
Женат на Светлане Бабенко (Кувшиновой).

## Образование
- Одесская хореографическая школа
- Кишинёвское музыкально-хореографическое училище
- Екатеринбургский государственный театральный институт (специальности актёр драматического театра и режиссёр драматического театра)

## Работа
- Одесский ансамбль народного танца «Чёрное Море»
- Одесский ансамбль песни и пляски военного округа
- Одесский театр музыкальной комедии им. народного артиста СССР М. Г. Водяного
- Одесский национальный академический театр оперы и балета
- Театр оперетты Урала (г. Новоуральск)
- Исполнитель роли Рудольфа Нуриева в спектакле «Нуриев и ничего кроме»
- Режиссёр и исполнитель роли Демиурга в спектакле «Дар-Ветер»
- Также известен как голос кота Яши, кота Кеси, кошки Симы и собаки Були в уроках Тётушки Совы с 2002 по 2004 год.

Московские мюзиклы:
- Артист балета и данс-капитан в русской версии польского мюзикла «Метро»
- Артист балета данс-капитан в русской версии французского мюзикла «Нотр-Дам де Пари (мюзикл)»
- Исполнитель роли «Смерть» в русской версии французского мюзикла «Romeo & Juliette»
- Исполнитель роли «Мистера Мистофелиса» в русской версии английского мюзикла «Кошки (мюзикл)»
- Главная роль в мюзикле «Маугли» (театр «Московская оперетта»)
- Одна из центральных ролей в новой версии мюзикла «Маугли» — шоу «Мы одной крови» (антрепризный спектакль на сцене Московского международного Дома Музыки)[4][5]
- Артист балета в спектаклях «Фиалка Монмартра», «Парижская жизнь», «Марица», «Весёлая Вдова», «Большой Кан-Кан», «Моя прекрасная леди», «Сильва» и др. (театр «Московская оперетта»)
- Исполнитель роли Орфея в спектакле «Орфей» («Театр на Таганке»)
- Исполнитель роли «Пьеро» в спектакле «Мистер Икс» (театр «Московская оперетта»)
- Исполнитель роли Бошана в русском мюзикле «Монте-Кристо» (театр «Московская оперетта»)

## Награды и звания
- Лауреат международного конкурса артистов оперетты и мюзикла им. М. Водяного в г. Одесса (1997)
- Лауреат Национальной театральной Премии «Золотая маска» (2007) — лучшая мужская роль в мюзикле (Маугли — «Маугли», театр «Московская оперетта»)[6]
- Лауреат международного театрального форума «Золотой Витязь» (2008) — лучшая мужская роль в спектакле для детей (Маугли — «Маугли», театр «Московская оперетта»)